# دوردور (رانندگی)

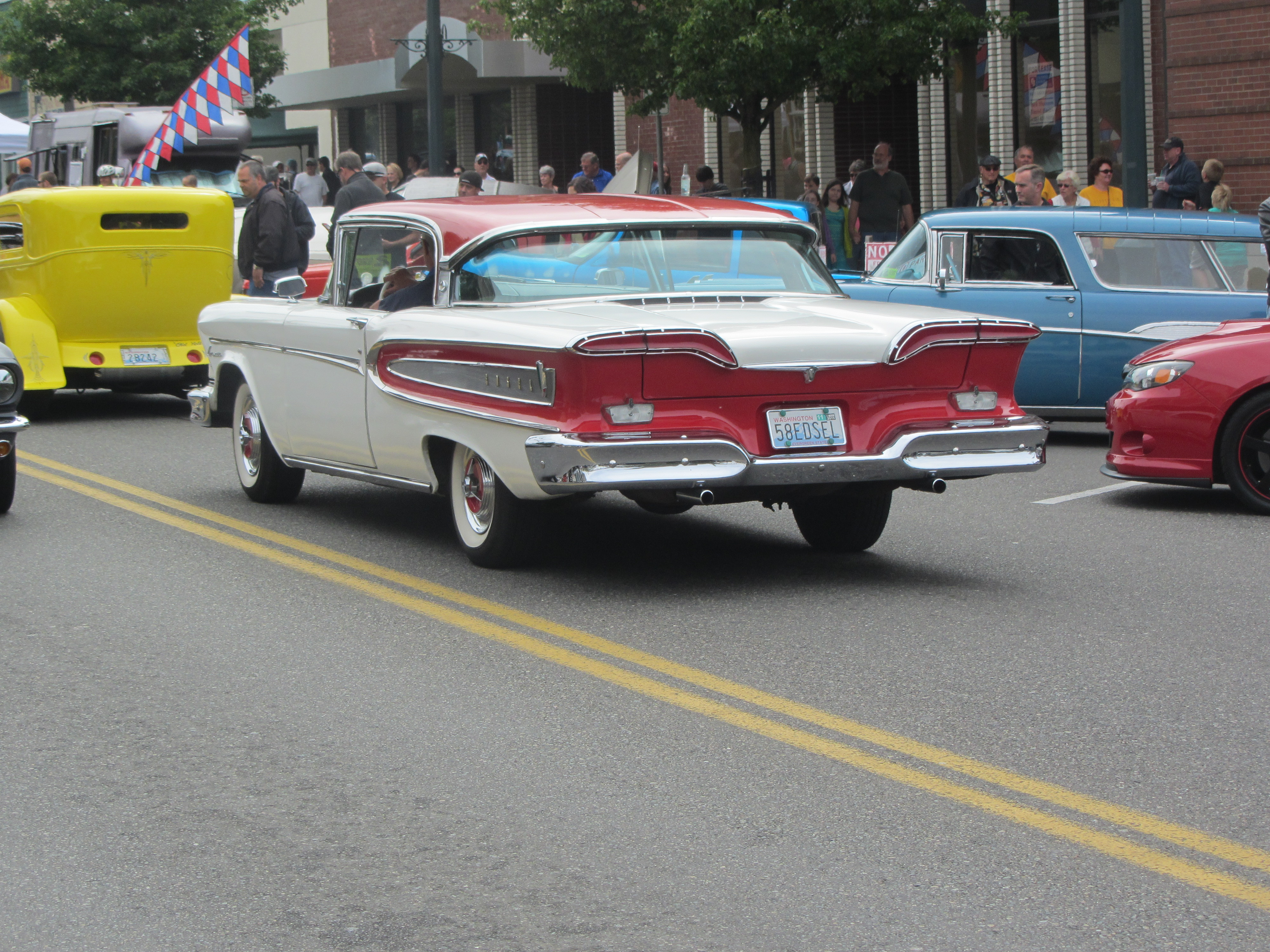
دوردور در اورت، واشینگتن

دوردور خرده فرهنگی است که با رانندگی خودرو تعریف می‌شود. دوردور جنبه تفریحی داشته و تفاوت مهم آن با رانندگی عادی، نداشتن مقصد مشخص است. یک مسیر پرتردد (یا " شاهراه ") اغلب کانون دوردور است. قشر جوان معمولاً به جهت تفریح و آشنا شدن با دیگر جوانان غیر هم جنس به رانندگی می‌پردازند. این نوع از تفریح با اتوموبیل در خیابان معمولاً همراه است با صحبت‌های دوستانه و گوش کردن به موسیقی عامه پسند. "شب‌های دوردور" شبهایی است که طی آن اتومبیلها به کندی رانندگی می‌کنند و تعداد زیادی خودرو در مناطق شلوغ شهر به دوردور مشغولند.
دوردور ممکن است یک ملاقات از پیش تعیین شده در یک مکان مشخص باشد، که عمدتاً از طریق اینترنت، یا تلفن همراه هماهنگ می‌شود و با تکرار می‌تواند تبدیل به یک رویداد معمولی شود.
در ایران دور دور کردن در برخی محله‌های خاص با هدف تفریح و گذراندن وقت، بین بخشی از جامعه جوان پرطرفدار است.